# Kreyellidae
Famille
Les Kreyellidae sont une famille de Ciliés de la classe des Colpodea et de l’ordre des Bryometopida.

## Étymologie
Le nom de la famille vient du genre type Kreyella, nommé en hommage à L. Kreye par A. Kahl qui dédicace ainsi la création de ce genre : 

« Le genre est dédié à mon ami L. Kreye, qui s'intéresse aux infusoires et qui a un jour observé le petit animal avec moi. Il n'était pas rare qu'il persiste longtemps dans une mousse du sol de l'Eppendorfer Moor près de Hambourg. »

## Description
Selon The World of Protozoa, le genre type Kreyella se décline ainsi 

« Corps de forme ovale, aplati avec une délicate armure carénée. La ciliature somatique est réduite, sur la face ventrale à deux ou trois rangées ciliaires semi-circulaires. Le cytostome s'ouvre dans une dépression située dans la région postérieure gauche du corps. L'ouverture buccale n'est pas souligée par un bouquet de trichites. À droite de la dépression buccale, il y a un bord vibratile postérieur et deux rangées ciliaires antérieures parallèles. À gauche de l'ouverture buccale, il y a un noyau arrondi, centrale. Une seule vacuole contractile sur la partie postérieure droite du corps. »

## Habitat
Le genre Kreyella ne comprend que des espèces terrestres.

## Liste des genres
Selon GBIF (30 octobre 2022) :
- Kreyella Kahl, 1931
- Microdiaphanosoma Wenzel, 1953[4]
- Orthokreyella Foissner, 1984
- Udisoma

## Systématique
Le nom valide de ce taxon est Kreyellidae Foissner, 1979.